# Shijimiaeoides punctialbae
Shijimiaeoides punctialbae är en fjärilsart som beskrevs av Yagi 1922. Shijimiaeoides punctialbae ingår i släktet Shijimiaeoides och familjen juvelvingar. Inga underarter finns listade i Catalogue of Life.